# Ahmose Meritamon
Ahmose Meritamon (1525 a.C. circa – Tebe, 1505 a.C. circa) è stata una regina della XVIII dinastia egizia.
|                         |   |        |    |   |   |   |
| \| \| \| \| \| \| \| \| |   |        |    |   |   |   |
|                         |   |        |    |   |   |   |
| iaH · ms                | i | mn · n | mr | i | i | t |

| iaH · ms | i | mn · n | mr | i | i | t |

|                         |   |        |    |   |   |   |
| \| \| \| \| \| \| \| \| |   |        |    |   |   |   |
|                         |   |        |    |   |   |   |
| iaH · ms                | i | mn · n | mr | i | i | t |

| iaH · ms | i | mn · n | mr | i | i | t |

ỉˁḥ ms mr y t imn - ("Nata da Iah (il dio della luna), amata da Amon")
Figlia di Ahmose I e della "grande sposa reale", la regina Ahmose Nefertari, sposò il proprio fratello Amenofi I, divenendo a sua volta regina d'Egitto. Successe inoltre alla propria madre nel venerato ruolo di "divina sposa di Amon"; altri suoi titoli furono: "signora delle Due Terre", "moglie del Dio", "unita alla corona bianca", "figlia del re", "sorella del re". In epoche successive venne anche chiamata "madre del re", benché non abbia messo al mondo nessun futuro faraone.

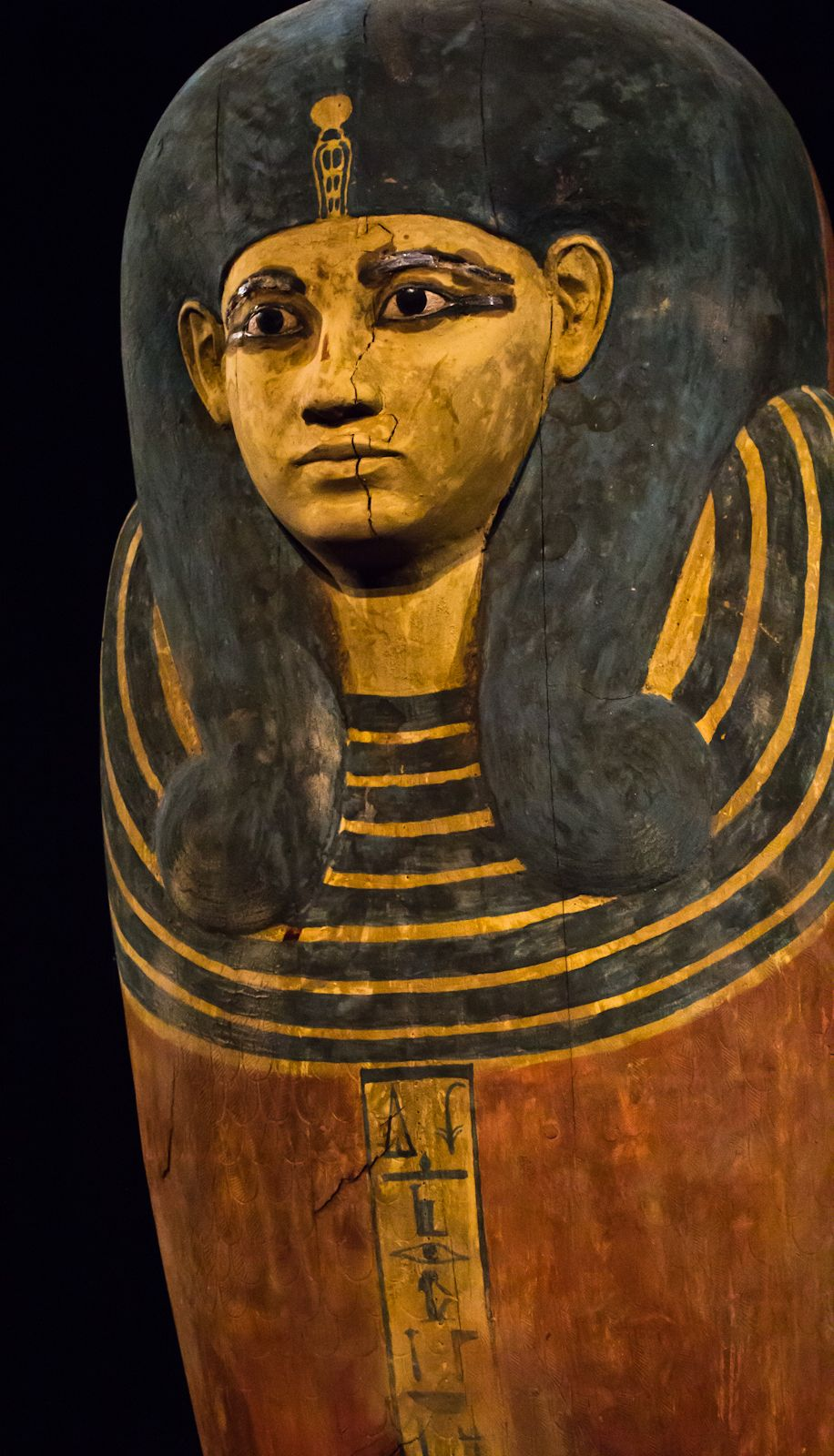
Il sarcofago interno di Ahmose Meritamon, in legno di cedro

I suoi resti furono rinvenuti da Herbert Eustis Winlock nel 1930 a deir el-Bahari dove il corpo era stato sepolto una seconda volta, una volta che i violatori di tombe avevano saccheggiato la precedente sepoltura. La salma imbalsamata era contenuta in due sarcofagi di legno di cedro e in un cartonnage. Il feretro esterno, antropoide, è alto più di 3 metri, e gli occhi e le sopracciglia sono resi con vetro incastonato nel legno. Il secondo sarcofago era più piccolo, ma comunque alto più di 1 metro e 80 centimetri; in origine era rivestito d'oro, che però fu anticamente rubato. Il corpo fu bendato con cura una seconda volta ai tempi di Pinedjem I, sommo sacerdote di Amon: delle iscrizioni attestano che la ri-sepoltura fu effettuata e celebrata nell'anno 19°, mese 3°, giorno 28° del "pontificato" di Pinedjem. 
Dalle analisi effettuate sulla mummia è risultato che Ahmose Meriamon morì intorno tra i venti e i trent'anni, e che in vita ebbe problemi di artrite e di scoliosi.
Una pregevole statua della regina, in calcare, fu scoperta da Giovanni Battista Belzoni nel 1817 durante gli scavi di Karnak. Inoltre, ella compare nelle pitture murali della tomba di Inerkhau (TT359), risalente alla XX dinastia, in una serie di "signori e signore dell'Occidente": la sua figura è posta fra quelle della regina Ahhotep I, sposa di Tao II, e della regina Sitamon, figlia e sposa di Amenofi III.